# P.N.A. Handschin
Œuvres principales
- Déserts
- Ma vie
- Traité de technique opératoire
- La Cathédrale mystérieuse
- Les Voyageurs absolus
- Notre seule maison
- Le Nouveau Piano
- Et ce monde étrange continue de tourner

Pascal Nicolas André Handschin, né le 7 octobre 1971 à Besançon, est un écrivain français.

## Biographie
Ses premières contributions dans des revues de poésie expérimentale (TIJA, Livraison, MU...) coïncident quasiment avec la publication de son premier livre, à trente-deux ans, chez P.O.L, point de départ d'une œuvre cyclique et englobante nommée « Tout l'Univers ».
En 2010, il signe chez Argol (Paris), où il publiera cinq livres avant la cessation d’activité de l’éditeur.
En 2015, Stéphane Girard, professeur de littérature à l’Université de Hearst (Canada), consacre un article à P.N.A. Handschin et en particulier au tome V de « Tout l’Univers », Ma vie – qui est une autobiographie fantasque, tout comme le tome VI, Abrégé de l’histoire de ma vie.
Dans Notre seule maison (2021), P.N.A. Handschin relate à la fois sa prise de conscience écologique et ses déboires éditoriaux. En effet, après que son éditrice a accepté les tomes X, XI et XII de « Tout l’Univers » réunis alors en une Trilogie absolue, et qu’elle lui a même fait signer un contrat, elle stoppe en réalité son activité et il décide de s’autopublier.
Il retrouve un éditeur en 2024 pour Le Nouveau Piano.
Les mêmes éditions JOU (Alfortville) publient en 2025 le nouveau roman de P.N.A. Handschin, intitulé Et ce monde étrange continue de tourner.

## Œuvres
- Déserts (Tout l'Univers I), poésie, P.O.L, 2003[6],[7],[8]
- L'Aurore (Tout l'Univers II), récit, P.O.L, 2005[9],[10]
- L'Éclipse (Tout l'Univers III), roman, Mix., 2007 ; nouv. éd. KDP, 2019
- La Musique (Tout l'Univers IV), récit, Inventaire/Invention, 2007 ; nouv. éd. KDP, 2019
- Ma vie (Tout l'Univers V), roman, Argol, 2010[11],[12],[13]
- Abrégé de l'histoire de ma vie (Tout l'Univers VI), roman, Argol, 2011[14],[15]
- Traité de technique opératoire (Tout l'Univers VII), essai, Argol, 2014[16],[17],[18],[19]
- L'Énergie noire (Tout l'Univers VIII), roman, Argol, 2015[20]
- La Cathédrale mystérieuse (Tout l'Univers IX), roman, Argol, 2017
- Le Quartz (Tout l'Univers X), roman, KDP, 2019
- Les Voyageurs absolus (Tout l'Univers XI), roman, KDP, 2019
- Jessi et Pierre (Tout l'Univers XII), roman, KDP, 2019
- Obstacles et Conséquences (Tout l'Univers XIII), roman, KDP, 2020
- Notre seule maison (Tout l'Univers XIV), récit, KDP, 2021
- Le Nouveau Piano (Tout l'Univers XV), roman, JOU, 2024[21],[22]
- Et ce monde étrange continue de tourner (Tout l'Univers XVI), roman, JOU, 2025[23]